# وارغة سفلي (مقاطعة غيلانغرب)
وارغة سفلي (بالفارسية: وارگه سفلی) هي قرية تقع في كرمانشاه في إيران. يقدر عدد سكانها بـ 255 نسمة بحسب إحصاء 2016.